# Панцирь (кольчуга)

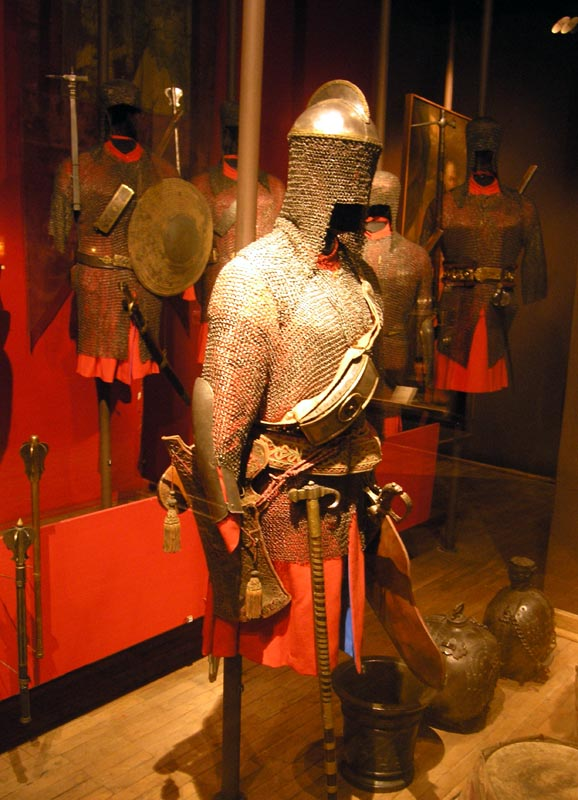
Панцирь с мисюркой
был обычным доспехом австро-венгерских гусар
до реформы Стефана Батория, носился в Польше бедными гусарами
позднее подобные доспехи носились панцирными казаками.

Панцирь (пансырь) — название разновидности кольчатого доспеха, используемое в Великом Княжестве Московском и Русском Царстве с 70-х годов XV века. Также был распространён в Польше, Литве, Казанском ханстве, Астраханском ханстве и в других регионах Восточной Европы и Средней Азии.

## История
Термин «пансырь» — греческого происхождения, от слова «πανσιδηριον», и означает «всеоружие» или «доспех». Согласно иному мнению, не исключено и другое происхождение этого термина — из Италии, от итальянского слова «pancia»: «живот», «тело». В целом, вопрос о месте заимствования пансырей в последнюю четверть XV века, до сих пор является предметом дискуссий.
А. Н. Кирпичников, считал, что термин «панцирь» не греческий, а европейский. Похожие слова встречаются в польском, чешском, немецком и французском языках. Дополнительное подтверждение западного происхождения панцирей, можно найти у А. Ф. Вельтмана. Он упомянул грамоту ногайского Уруса Мурзы от 1564 года: «Да что мне самому вздевать тягиляй бархат золотной, да пансырь меделенской добрый, да саблю золотом наведену, да седло с золотом, да шелом бы доброй пожаловал еси». «Пансырь меделенский» есть не что иное, как кольчатый пансырь миланской работы, либо пансырь, сделанный по миланским образцам.
Согласно документам поместной службы, пансыри были наиболее популярным доспехом русского поместного войска. Согласно данным из «Боярской книги» 1556/1557 года, каширской десятни 1556 года, коломенской десятни 1577 года и ряжской десятни 1579 года, в пансырь были облачены 53, 22, 267 и 26 ратников соответственно.
Основной чертой, выделяющей панцирное плетение, было то, что в нём использовались плоские кольца. Хотя на Руси они появились около 1200 года, разделение терминов «панцирь» и «кольчуга» произошло значительно позднее — в последнюю четверть XV века. Плоские кольца обеспечивали большую, по сравнению с круглыми, площадь прикрытия, при том же весе. По другой версии — панцирь имел скрепление колец не заклёпкой, а шипом.
Второй чертой было то, что концы каждого кольца соединялись «на гвоздь», причём на одном конце укреплялся шип, который с помощью молотка либо отжимных щипцов вгонялся в другой расплюснутый конец. Этот способ был проще и быстрее, чем стандартное крепление «на гвоздь» в кольчугах (когда «гвоздём» соединялись два расплюснутых конца), но уступал в прочности соединения.
Третьей чертой было то, что кольца были довольно мелкого размера. Диаметр колец в разных изделиях колебался примерно от 7 до 13 миллиметров, толщина около 1 и ширина 2—3 мм. Причём на ворот, рукава подол иногда шли кольца мельче остальных. В панцирях использовалось только одинарное плетение (1 к 4), в отличие от кольчуг, в которых иногда применялось двойное (1 к 6). На панцирь уходило до 50 000 колец.
Панцирь имел вид рубашки, надеваемой через голову, с рукавами (разнообразной длины), иногда — горловиной. Иногда также украшался бляхами из цветных металлов. В Оружейной палате сохранилось 68 панцирей, произведённых вплоть до XVII века. Судя по описям, для их классификации использовались особые термины — например, выделяли «хрящевые» (грубой работы), «вострогвоздь» (кольца которых соединялись острым высоким шипом), «коробчатые» (из овальных колец для эластичности плетения) панцири. К тому же они различались по производителю: кроме панцирей, записанных, как русские, сохранились 5 черкасских, 14 немецких, 11 московских. Если московские панцири весили 7—11 кг и имели длину 70—90 см, то черкасские — 3,5—5 кг и 65—75 см, а немецкие — 3,5—5,5 кг и 55—70 см. Среди русских панцирей тоже есть лёгкие, 3,5—8 кг образцы.